# Décès en janvier 1992
Décès
- 1988
- 1989
- 1990
- 1991
- 1992
- 1993
- 1994
- 1995
- 1996

Pour une information complémentaire, voir la page d'aide.

| Date        | Nom                               | Activités                                                                                   | Âge | Source |
| ----------- | --------------------------------- | ------------------------------------------------------------------------------------------- | --- | ------ |
| 1er janvier | Grace Hopper                      | Informaticienne et amiral de la marine américaine.                                          | 85  |        |
| 1er janvier | Henri Cammarata                   | Footballeur français.                                                                       | 74  |        |
| 1er janvier | Françoise Hoentschel              | Œuvre française.                                                                            | 90  |        |
| 2 janvier   | Ginette Leclerc (Geneviève Menut) | Actrice française.                                                                          | 79  |        |
| 2 janvier   | Virginia Field                    | Actrice britannique.                                                                        | 74  |        |
| 2 janvier   | Joyce Butler (en)                 | Femme politique britannique.                                                                | 81  |        |
| 3 janvier   | Judith Anderson                   | Actrice australienne                                                                        | 93  |        |
| 6 janvier   | Bent Christensen                  | Réalisateur danois                                                                          | 62  |        |
| 7 janvier   | Richard Hunt                      | Acteur et réalisateur américain                                                             | 40  |        |
| 9 janvier   | Bill Naughton                     | Ecrivain et dramaturge britannique né en Irlande                                            | 81  |        |
| 9 janvier   | Steve Brodie                      | Acteur américain                                                                            | 72  |        |
| 10 janvier  | Roberto Bonomi                    | Pilote automobile argentin                                                                  | 72  |        |
| 11 janvier  | William George Hoskins (en)       | Historien britannique                                                                       | 83  |        |
| 12 janvier  | Lode Anthonis                     | coureur cycliste belge                                                                      | 69  |        |
| 15 janvier  | Dee Murray                        | Bassiste britannique                                                                        | 45  |        |
| 16 janvier  | Laura Ayres                       | Virologue portugaise.                                                                       | 69  |        |
| 17 janvier  | Frank Pullen (en)                 | Homme d'affaires et sportif hippique britannique                                            | 76  |        |
| 18 janvier  | Aleksandr Almetov                 | Joueur professionnel de hockey sur glace russe                                              | 52  |        |
| 20 janvier  | Trond Hegna (en)                  | Journaliste et homme politique norvégien                                                    | 93  |        |
| 20 janvier  | Charles Kiffer                    | Peintre, dessinateur, sculpteur, graveur et affichiste français                             | 89  | (en)   |
| 21 janvier  | Bernard Cornut-Gentille           | Homme politique français                                                                    | 82  |        |
| 21 janvier  | Eddie Mabo                        | Militant australien                                                                         | 55  |        |
| 22 janvier  | Dieter Puschel                    | coureur cycliste allemand                                                                   | 52  |        |
| 22 janvier  | Undis Blikken (en)                | patineuse norvégien                                                                         | 77  |        |
| 22 janvier  | A. J. Antoon (en)                 | Metteur en scène américain                                                                  | 47  |        |
| 23 janvier  | Ian Wolfe                         | Acteur américain                                                                            | 95  |        |
| 23 janvier  | Freddie Bartholomew               | Acteur britannique                                                                          | 67  |        |
| 24 janvier  | Ricky Ray Rector (en)             | Meurtrier américain                                                                         | 41  |        |
| 24 janvier  | Ken Darby                         | Acteur et compositeur américain                                                             | 82  |        |
| 25 janvier  | Reidun Andersson (en)             | Homme politique norvégien                                                                   | 69  |        |
| 26 janvier  | José Ferrer                       | Acteur portoricain                                                                          | 80  |        |
| 26 janvier  | Mārtiņš Krūmiņš                   | Peintre letton                                                                              | 91  | (en)   |
| 27 janvier  | Sally Hayfron                     | Enseignante et femme du Président du Zimbabwe Robert Mugabe d'origine ghanéenne             | 60  |        |
| 27 janvier  | Gwen Ffrangcon-Davies             | Actrice et centenaire britannique                                                           | 101 |        |
| 27 janvier  | Boris Arapov                      | compositeur russe                                                                           | 86  | (en)   |
| 29 janvier  | Willie Dixon                      | Musicien, contrebassiste, compositeur, arrangeur, producteur et chanteur de blues américain | 76  |        |
| 31 janvier  | Ludwig Geyer (cyclisme)           | Coureur cycliste allemand                                                                   | 87  |        |
| 31 janvier  | Martin Held                       | Acteur de théâtre et de cinéma allemand                                                     | 83  |        |
| 31 janvier  | István Sárközi                    | Footballeur hongrois                                                                        | 44  |        |